# وليم باورز (كاتب)
وليم باورز (بالإنجليزية: William Powers)‏ (14 مارس 1961)؛ روائي أمريكي. درس في جامعة هارفارد.